# РБВЗ-С-16

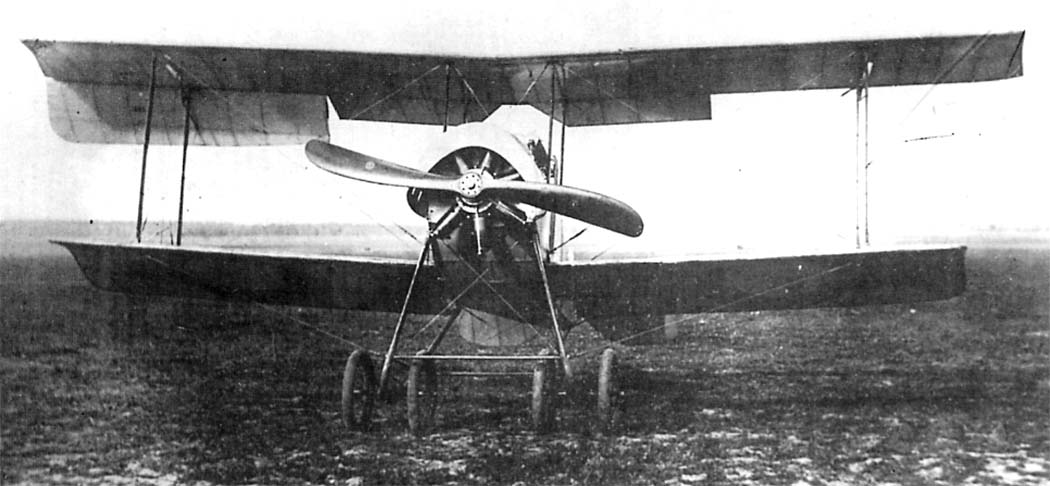
Сикорский С-XVI, 1914 год.

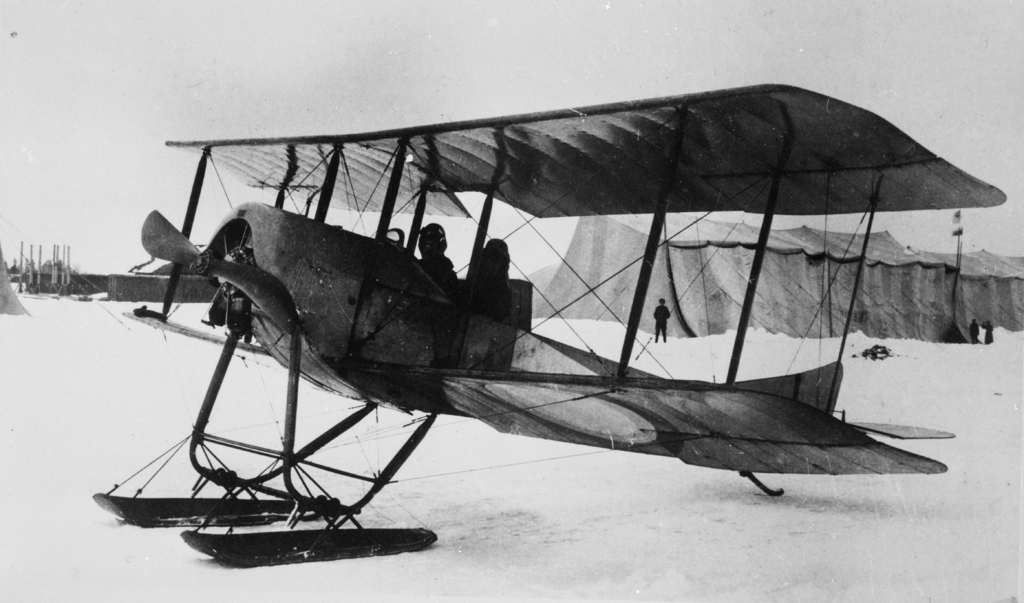
Сикорский С-XVI, с лыжным шасси.

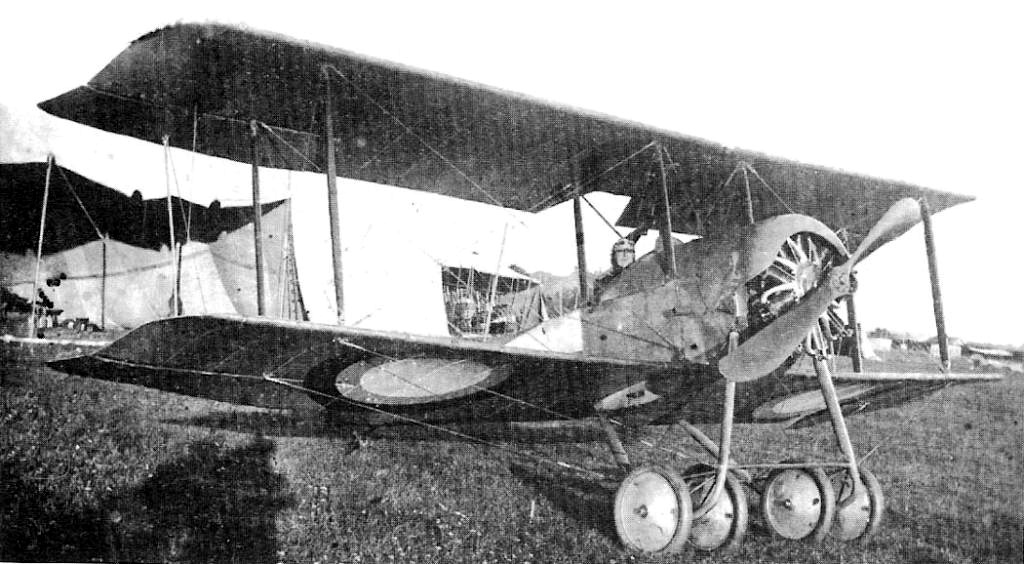
Сикорский С-16, 1915 год.

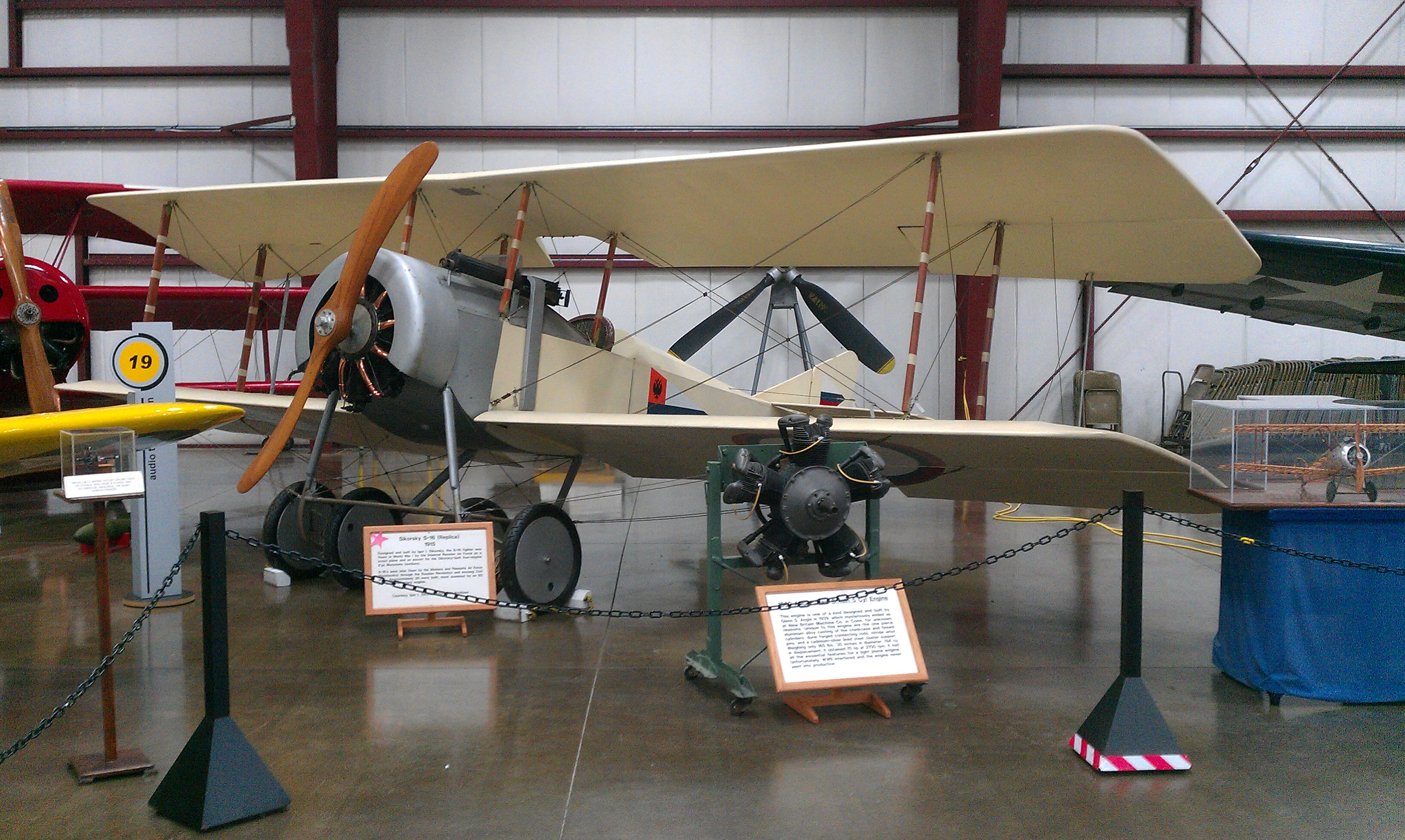
Полномасштабная нелетающая копия «Сикорский С-16», выставленная в Музее авиации Новой Англии в Коннектикуте.

РБВЗ-С-16 (также известный как «Сикорский С-16» или «Sikorsky S-16») — российский одномоторный истребитель сопровождения, предназначенный для прикрытия тяжёлых бомбардировщиков (типа «Илья Муромец») периода Первой мировой войны.
С-16 разработан в 1914 году конструкторским бюро завода Руссо-Балт под руководством И. И. Сикорского.

## История создания
Проект С-16 был разработан Игорем Ивановичем Сикорским в октябре 1914 года. В какой-то мере прообразом при проектировании послужил самолёт английского конструктора Т. Сопвича -«Таблоид», прославившийся в то время на международных соревнованиях (в том числе в состязаниях гидросамолётов на кубок Шнейдера) своими прекрасными скоростными характеристиками. Военные ряда стран заинтересовались аппаратами подобного типа, которые предполагали использовать в качестве так называемых «кавалерийских», то есть маленькие скоростные самолётики должны были, подобно конным разведчикам, внезапно появляться в районе расположения противника, проводить необходимые наблюдения и быстро доставлять собранные данные своему командованию. В 1914—1915 годах в разных странах было построено много самолётов по типу «Таблоида». В Великобритании они получили наименование «скаутов» (разведчиков). Однако из-за малой полезной нагрузки эти маленькие самолёты большого успеха в качестве разведчиков не добились, зато послужили основой для создания целого класса одноместных истребителей-бипланов, просуществовавших вплоть до Второй мировой войны.
По аналогии с большинством «скаутов» для С-16 были выбраны общая схема «чистого» биплана, основные параметры аппарата и компоновка с двумя сидениями пилотов, расположенными в тесной кабинке. Конструкция же частей и деталей С-16 разрабатывалась И. И. Сикорским на основе собственного опыта создания самолётов, в первую очередь лёгких бипланов С-5А, С-8 и С-10 (последние модификации С-10 отличались от первых С-16 в основном только габаритами). В отличие от «Таблоида», поперечное управление на С-16 обеспечивалось, как на всех аппаратах Сикорского, элеронами, а не «гошированием» (перекашиванием крыльев), иным было сделано крепление и капотирование двигателя и так далее.

## Вооружение
Самолёт С-16сер. был первым в России и одним из первых в мире истребителем, оснащенным синхронизатором для стрельбы через диск винта. Синхронизатор был разработан в 1915 году лейтенантом Г. И. Лавровым. В середине ноября того же года «приспособление для автоматической стрельбы через винт» было испытано в тире петроградского Павловского военного училища, после чего последовал заказ Авиа-Балту на их серийное производство. За каждый синхронизатор завод получал по 1 000 рублей. Предполагался также большой заказ на них для установки на другие типы самолётов.
Пулемёт «Виккерс» был установлен с левой стороны от сидения пилота поверх капота. Жёлоб для пулеметной ленты проходил сбоку снаружи фюзеляжа. Барабан с лентой стоял у лётчика в ногах. Спусковой механизм пулемёта посредством системы рычажков был связан с эксцентриком, приводимым во вращение червяком, насаженным на конец длинного стального стержня, другой конец которого через шарнир Гука был соединён с валом масляной помпы мотора. Помпа приводилась в действие при помощи шестерен от вращающегося двигателя. Эксцентрик, периодически нажимая на рычажки, регулировал частоту выстрелов пулемёта. Таким образом обеспечивалась синхронизация. Стрельбу мог производить как сам лётчик, так и сидящий у него за спиной летнаб.
В тире была опробована установка «Виккерса» с моторами «Рон» и «Гном». Уже тогда обнаружилась сложность регулировки эксцентрика и всей системы, но за отсутствием других образцов синхронизаторов «приспособление» Лаврова было установлено на С-1бсер.
В январе 1916 года Авиа-Балт после соответствующею заказа ГВТУ переделал синхронизатор Лаврова под более распространенный в России пулемёт «Кольт». Этот пулемёт из-за особенностей своей конструкции устанавливался на С-16сер. справа от сидения пилота. Вариант вооружения С-16сер. облегченной модификацией русского «Максима» осуществлен не был.
Эксплуатация синхронизаторов Лаврова показала их недостаточную надежность. Постоянно ломались шарнир Гука и червячное соединение. Регулировка механизмов нарушалась, и её приходилось восстанавливать после каждого полёта. При работе двигателя на режиме малого газа синхронизация нарушалась и стрельба была невозможна. Снижению надёжности синхронизатора во многом способствовало недостаточно жесткое крепление пулемётов к силовой конструкции фюзеляжа. Из-за этого пулемёт и вся система сильно вибрировали в полёте. Доводка синхронизатора продолжалась на Авиа-Балте вплоть до 1917 года, так как его усовершенствованную модификацию предполагалось установить на истребителях С-16.
В связи с недостаточной надёжностью и длительной доводкой синхронизатора в ЭВК летом 1916 года разрабатывались другие варианты вооружения С-16сер. На нескольких машинах синхронные «Виккерсы» были заменены «кольтами» (и, предположительно, «льюисами»), установленными над центропланом верхнего крыла. Пулемётная лента и сборник стреляных гильз располагались по бокам «Кольта» в хорошо обтекаемых коробах. К середине 1917 года вооружение с оставшихся С-16сер. было снято и они использовались только в качестве учебных.
Кроме жестко закрепленного тяжёлого пулемёта для стрельбы вперед с самого начала предполагалось вооружить лётчика-наблюдателя С-16сер. также и подвижным оружием. Для этого, в первую очередь, предназначались ручные пулемёты («ружья-пулеметы») «Мадсен», имевшиеся в большом количестве на вооружении ЭВК. Летнаб вел из них стрельбу с рук вбок и назад от самолёта. Вместо «Мадсена» лётчики-наблюдатели могли быть вооружены также русским трехлинейным карабином образца 1907 года или австрийским кавалерийским карабином образца 1895 г., а в 1917 году — автоматической винтовкой или автоматом Федорова, а также автоматическим охотничьим карабином «Винчестер». Кроме того, на вооружении каждого самолёта состоял пистолет «Маузер К-96».
Руководство ЭВК предполагало оснастить С-16сер., помимо пулемётного, еще и бомбовым вооружением. В связи с этим на Авиа-Балте в апреле 1916 года была изготовлена партия (49 штук) двухфунтовых (820 г) бомб.

## Лётно-технические характеристики
| Самолёт                            | С-16сер     |
| ---------------------------------- | ----------- |
| Двигатель                          | Le Rhône 9C |
| Максимальная мощность (л.с.)       | 80          |
| Практический потолок (м.)          | 3500        |
| Скороподъёмность (м/мин)           | 125         |
| Время набора высоты 1 000 м (мин.) | 12          |
| Площадь крыла (м²)                 | 25,36       |
| Взлётная масса                     | 690         |
| Вес пустого                        | 420         |